# Leszek Strzelecki
Leszek Strzelecki (ur. 1963) – polski koszykarz występujący na pozycji silnego skrzydłowego, reprezentant Polski.
Jego starszy syn Maciej jest także koszykarzem. Żona grała w II-ligowym AZS-ie Gliwice. Młodszy syn występował w juniorach Śląska Wrocław.

## Osiągnięcia
- Uczestnik rozgrywek Pucharu Koracia (1990/1991 – I runda)